# Pi cổng
Pi cổng là nhạc cụ hơi của nhiều dân tộc ở vùng Tây Bắc Việt Nam. Pi cổng là tên gọi theo tiếng Thái.
Nó là nhạc cụ thô sơ như pi nướng, nhưng có hai ống rạ tươi nối với nhau và đầu có mấu kín, sát mấu là lưỡi gà hình chữ nhật. Cách lưỡi gà khoảng 3,4 cm là một lỗ bấm. Gần cuối lỗ bấm thứ hai có thêm một lỗ bấm nằm phía sau mặt ống. Cuối ống thứ hai là một đoạn ống được cắt ra nhưng còn dính lại đôi chút với thân ống. Đoạn ống này có nhiệm vụ tạo ra âm thanh trầm hơn khi người ta chống đầu ống xuống mặt đất, đoạn ống này sẽ nối lại với thân ống, làm thân ống dài hơn. Khi người ta cầm thân ống song song hay hơi chúi xuống mặt đất thì đoạn ống cắt sẽ rời ra giúp ống phát ra âm cao hơn.
Nhìn chung pi cổng được sử dụng như pi phướng và là nhạc cụ dành riêng cho nữ giới thổi trong mùa gặt. Nó không có bài bản riêng mà chơi lại giai điệu của những bài nhạc nào phù hợp với nó.